# Дом-коммуна на улице Орджоникидзе
Дом-комму́на на у́лице Орджоники́дзе в Москве (экспериментальный дом-коммуна, дом-коммуна архитектора Николаева) — известный памятник архитектуры конструктивизма, студенческое общежитие, в проекте которого ярко воплощена концепция домов-коммун. Памятник архитектуры регионального значения. Построен по проекту архитектора Ивана Николаева в 1929—1930 годах. Представляет собой одно из наиболее радикальных архитектурных воплощений принципа обобществления быта, выразившегося здесь в жёсткой организации жизненной среды, сведении к минимуму личной сферы быта. Подчёркнуто функциональная архитектура здания была призвана способствовать строгой регламентации и унификации жизненных процессов.
Здание расположено близ пересечения улицы Орджоникидзе и 2-го Донского проезда, в настоящее время имеет адрес 2-й Донской проезд, дом 9.

## Проект здания
Дом-коммуна на улице Орджоникидзе — одна из наиболее известных работ Ивана Николаева. В проекте здания, предназначенного для общежития Текстильного института, была воплощена идея дома-коммуны, предполагавшая полное обобществление быта. Проект студенческого дома-коммуны на 2000 мест был заказан Николаеву Текстильстроем (позднее преобразованном в Стальстрой) зимой 1928—1929 годов; перед автором стояла задача создания «дома — машины для жилья». В соответствии с заданием на проектирование, разработанным московским бюро Пролетстуда и дополненным Главтузом и Текстильстроем, «норма сна для одного студента» составила 3 м2, а «спальные кабины проектируются на два человека». В «Общих требованиях» программы была сформулирована концепция структуры комплекса:

При проектировке помещений для отдыха и занятий требуется дать ряд помещений самых разнообразных по характеру и оформлению, учитывая разнообразную потребность коммунаров и самое разнообразное использование часов отдыха и занятий
— Задание на проектирование, раздел «Общие требования»
Одновременно с общежитием Текстильного института Текстильстроем строилось ещё три студенческих городка, и автору проекта было предписано: по стоимости проектируемое им общежитие не должно быть больше трёх других. По мнению самого Николаева, одной из основных проблем при проектировании был указанный в задании малый объем спальных кабин (50 м3), не удовлетворявший санитарным нормам того времени; для возможности уменьшения объема помещения архитектор предложил усилить воздухообмен в помещениях. С этой целью Николаев запроектировал специальные вентиляционные камеры над лестничными клетками, предназначенные для многократной смены воздуха. В первом варианте проекта спальные кабины было предложено сделать в центральной части здания. Так как помещения предназначались только для сна, в них не было окон. Кроме того, в спальном корпусе не были запроектированы санузлы: они разместились в соседнем санитарном корпусе. Николаев предложил разместить в кабинах двухъярусные кровати, поэтому комнаты при малой площади (4 м2) должны были иметь сравнительно большую высоту — 3,2 м. В окончательном варианте спальные кабины были всё же перемещены к наружным стенам здания; ряды кабин разделил проходящий по центральной части здания коридор. Размеры комнат были увеличены относительно первоначальных: в итоговом варианте проекта их площадь составляла уже 2,7 на 2,3 м, что позволило разместить кровати на одном уровне.
В плане здание, состоящее из трёх корпусов, напоминает самолёт. Главный — спальный — корпус представляет собой длинный восьмиэтажный объём в форме параллелепипеда с прямоугольными выступами в торцах. Низким санитарным корпусом главное здание соединено с трёхэтажным общественным корпусом, через который осуществляется вход в здание. В общественном корпусе размещалась столовая, спортивный зал на 1000 человек, читальный зал на 150 мест с книгохранилищем, детские ясли, прачечные, медпункт, душевые, комнаты для кружков и кабины для индивидуальных занятий. Выходящие на север шедовые световые фонари, характерные скорее для промышленной архитектуры, создают в общественном корпусе равномерное освещение. В оформлении корпусов широко применены приёмы конструктивизма: горизонтальные окна, козырьки, плоская кровля.
Функциональная схема здания была ориентирована на создание жёсткого распорядка дня жильцов: утром студент просыпается в двухместной спальной кабине, вмещающей только кровати и табуретки (всего таких кабин было 1008) — и направляется в санитарный корпус, где проходит как по конвейеру последовательно душевые, помещения для зарядки, раздевалки. Из санитарного корпуса учащийся по лестнице или пандусу спускается в низкий общественный корпус и входит в столовую, после чего отправляется в институт или же в другие помещения корпуса. Вечером студент возвращается в спальный корпус, где оставляет вещи в гардеробной и в нижнем белье проходит в спальную кабину. В течение ночи спальная кабина вентилируется с применением озонирования воздуха, «не исключена возможность усыпляющих добавок».

## История
Строительство здания велось два года, с 1929 по 1930. Спальный корпус решено было построить на стальном каркасе. Одна из инспекций в ходе строительства, заметив большое количество стальных балок, заявила о нерациональном использовании «стратегических материалов», и вскоре в «Правде» вышел фельетон Михаила Кольцова, обличавший архитектора Ивана Николаева и начальника стройки. После выхода фельетона Николаев несколько месяцев ожидал ареста.
В 1931 году здание было введено в эксплуатацию. Уже вскоре после открытия общежития строгое следование концепции «машины для жилья» было нарушено; так, спальные кабины использовались студентами не только для сна, но также для отдыха и хранения личных вещей. Однако благодаря развитой системе общественных помещений в первые годы после постройки режим функционирования кабин был близок к первоначальному замыслу.
До 1960-х годов здание сохраняло первоначальную планировку и являлось одним из наиболее полных воплощений архитектуры социального эксперимента. В 1968 году дом-коммуну реконструировали под общежитие Института стали и сплавов: был перестроен первый этаж, а комнаты увеличены за счёт части коридоров. Реконструкция осуществлялась по проекту архитектора Якова Белопольского при участии Ивана Николаева. К концу 1980-х годов здание находилось в плохом техническом состоянии, в 1996 году общежитие было расселено. В конце 1990-х годов в спальном корпусе был произведён демонтаж перекрытий.
Долгое время здание пустовало, часть его находилась в аварийном состоянии. 17 октября 2010 года в спальном корпусе произошёл пожар, охвативший площадь в 2 тыс. м2. В результате памятник сильно пострадал; произошло обрушение участка кровли площадью 1 тыс. м2.

## Современное состояние
В 2007 году была начата реставрация здания под современное общежитие (авторы проекта — В. О. Кулиш и Н. И. Зайцева, научный руководитель А. П. Кудрявцев). Проект предполагал переустройство жилых помещений в соответствии с современными требованиями, планировалось также восстановление ленточных окон в первоначальных габаритах. Также планировалось дополнить состав помещений общественного корпуса кафе, жилыми помещениями для аспирантов и квартирами для иногородних преподавателей. Площадь комнат в спальном корпусе составила 11 и 17 м2, в этом же корпусе были запланированы кухни-столовые на 12 студентов.
В сентябре 2013 года были завершены реставрационные работы в спальном корпусе. К 2017 году реставрация здания была завершена. В общественном корпусе разместились столовая, научные лаборатории, лекционные и выставочные залы МИСиС.